# Antho arbuscula
Antho arbuscula är en svampdjursart som först beskrevs av Burton 1959.  Antho arbuscula ingår i släktet Antho och familjen Microcionidae. Inga underarter finns listade i Catalogue of Life.